# Palais Fakhreddine II
Le palais Fakhreddine II est un palais du XVIIe siècle situé à Deir-el-Qamar, dans le district du Chouf au Liban. Il a été construit par l'émir Fakhreddine II au début du XVIIe siècle. Il abrite le musée Marie Baz, un musée de cire.